# Table des caractères Unicode/U0370
Cette page contient des caractères spéciaux ou non latins. S’ils s’affichent mal (▯, ?, etc.), consultez la page d’aide Unicode.
Table des caractères Unicode U+0370 à U+03FF (880	à 1 023 en décimal).

## Grec et copte(Unicode 1.0.0 à 7.0)
Utilisés pour les alphabets grec et copte. Initialement les deux écritures étaient unifiés dans ce bloc. Désormais les lettres coptes (ou nubiennes) sont encodées séparément.

### Table des caractères
| en fr  | 0 | 1 | 2 | 3 | 4 | 5 | 6 | 7 | 8 | 9 | A | B | C | D | E | F |
| ------ | - | - | - | - | - | - | - | - | - | - | - | - | - | - | - | - |
| U+0370 | Ͱ | ͱ | Ͳ | ͳ | ʹ | ͵ | Ͷ | ͷ |   |   | ͺ | ͻ | ͼ | ͽ | ; | Ϳ |
| U+0380 |   |   |   |   | ΄ | ΅ | Ά | · | Έ | Ή | Ί |   | Ό |   | Ύ | Ώ |
| U+0390 | ΐ | Α | Β | Γ | Δ | Ε | Ζ | Η | Θ | Ι | Κ | Λ | Μ | Ν | Ξ | Ο |
| U+03A0 | Π | Ρ |   | Σ | Τ | Υ | Φ | Χ | Ψ | Ω | Ϊ | Ϋ | ά | έ | ή | ί |
| U+03B0 | ΰ | α | β | γ | δ | ε | ζ | η | θ | ι | κ | λ | μ | ν | ξ | ο |
| U+03C0 | π | ρ | ς | σ | τ | υ | φ | χ | ψ | ω | ϊ | ϋ | ό | ύ | ώ | Ϗ |
| U+03D0 | ϐ | ϑ | ϒ | ϓ | ϔ | ϕ | ϖ | ϗ | Ϙ | ϙ | Ϛ | ϛ | Ϝ | ϝ | Ϟ | ϟ |
| U+03E0 | Ϡ | ϡ |   |   |   |   |   |   |   |   |   |   |   |   |   |   |

|        | 0 | 1 | 2 | 3 | 4 | 5 | 6 | 7 | 8 | 9 | A | B | C | D | E | F |
| ------ | - | - | - | - | - | - | - | - | - | - | - | - | - | - | - | - |
| U+03E0 |   |   | Ϣ | ϣ | Ϥ | ϥ | Ϧ | ϧ | Ϩ | ϩ | Ϫ | ϫ | Ϭ | ϭ | Ϯ | ϯ |

|        | 0 | 1 | 2 | 3 | 4 | 5 | 6 | 7 | 8 | 9 | A | B | C | D | E | F |
| ------ | - | - | - | - | - | - | - | - | - | - | - | - | - | - | - | - |
| U+03F0 | ϰ | ϱ | ϲ | ϳ | ϴ | ϵ | ϶ | Ϸ | ϸ | Ϲ | Ϻ | ϻ | ϼ | Ͻ | Ͼ | Ͽ |

- Légende, point de code :
- alloué
- non alloué

### Historique

#### Version initiale Unicode 1.0.0 (partiellement obsolète)
| v · d · m | 0 | 1 | 2 | 3 | 4 | 5 | 6 | 7 | 8 | 9 | A | B | C | D | E | F |
| --------- | - | - | - | - | - | - | - | - | - | - | - | - | - | - | - | - |
| U+0370    | oͅ | o̔ | o̓ |   |   |   |   |   |   |   |   |   |   |   |   |   |
| U+0380    |   |   |   |   | ΄ | ΅ | Ά |   | Έ | Ή | Ί |   | Ό |   | Ύ | Ώ |
| U+0390    | ΐ | Α | Β | Γ | Δ | Ε | Ζ | Η | Θ | Ι | Κ | Λ | Μ | Ν | Ξ | Ο |
| U+03A0    | Π | Ρ |   | Σ | Τ | Υ | Φ | Χ | Ψ | Ω | Ϊ | Ϋ | ά | έ | ή | ί |
| U+03B0    | ΰ | α | β | γ | δ | ε | ζ | η | θ | ι | κ | λ | μ | ν | ξ | ο |
| U+03C0    | π | ρ | ς | σ | τ | υ | φ | χ | ψ | ω | ϊ | ϋ | ό | ύ | ώ |   |
| U+03D0    | ϐ | ϑ | ϒ | ϓ | ϔ | ϕ | ϖ | ; | ʹ | ͵ | Ϛ | ϛ | Ϝ | ϝ | Ϟ | ϟ |
| U+03E0    | Ϡ | ϡ | Ϣ | ϣ | Ϥ | ϥ | Ϧ | ϧ | Ϩ | ϩ | Ϫ | ϫ | Ϭ | ϭ | Ϯ | ϯ |
| U+03F0    | ϰ | ϱ | ϲ | ΄ | ΅ | ͺ |   |   |   |   |   |   |   |   |   |   |

Attention : une partie des caractères présents dans cette version initiale (et maintenus dans la version suivante 1.0.1) ont été supprimés dans la version 1.1 synchronisée avec la norme ISO/CEI 10646-1. Les caractères qui y étaient codés ne correspondent pas tous à la norme actuelle :
- Neuf caractères ont été codés différemment à une autre position dans la version suivante 1.1 (indiquée dans la description en survolant la cellule, parfois avec un nom normalisé différent), éventuellement dans un autre bloc (notamment les trois diacritiques indiqués sur fond bleu au début la table ci-dessus) ; les documents qui avaient été codés avec ces caractères dans ces versions obsolètes doivent être réencodés car ils ne sont pas compatibles avec la norme actuelle (voir plus de détails dans le bloc Diacritiques pour les trois premiers caractères, dont les positions supprimées dans la version 1.1 ont été écrasées par d'autres caractères dans la version 5.1, et dans l’historique ci-dessous pour les six autres caractères indiqués sur fond orange dans la table ci-dessus, dont les positions supprimées dans la version 1.1 ont été écrasées par d'autres caractères dans les versions 3.0, 3.1 et 3.2).
- Quatre autres caractères (des lettres grecques minuscules archaïques, indiqués sur fond jaune dans la table ci-dessus) ont été réintroduits plus tard à la même position dans la version 3.0 ; les documents qui avaient été codés avec ces caractères dans les versions obsolètes 1.0.0 ou 1.0.1, omis dans la version 1.1 synchronisée, restent compatibles avec la norme actuelle et ne nécessitent aucun réencodage (voir plus de détails dans l’historique ci-dessous).

#### Modifications Unicode 1.1
| v · d · m | 0 | 1 | 2 | 3 | 4 | 5 | 6 | 7 | 8 | 9 | A | B | C | D | E | F |
| --------- | - | - | - | - | - | - | - | - | - | - | - | - | - | - | - | - |
| U+0370    |   |   |   |   | ʹ | ͵ |   |   |   |   | ͺ |   |   |   | ; |   |
| U+03D0    |   |   |   |   |   |   |   |   |   |   |   |   |   |   |   |   |
| U+03E0    |   |   |   |   |   |   |   |   |   |   |   |   |   |   |   |   |
| U+03F0    |   |   |   |   |   |   |   |   |   |   |   |   |   |   |   |   |

Cette version écrase la position d’un caractère anciennement codé dans ce bloc dans la version 1.0.0 obsolète du standard Unicode, mais qui a été supprimée dans la version 1.1 synchronisée avec la norme ISO/CEI 10646-1 qui a placé ce caractère à une autre position dans ce bloc. Six autres caractères ont également vu leur position déplacée au début de ce bloc lors de cette même synchronisation. Enfin quatre caractères ont été omis dans cette version synchronisée mais ne seront réintroduits ultérieurement que dans la version 3.0 (voir plus de détails dans l’historique ci-dessous).

#### Compléments Unicode 3.0
| v · d · m | 0 | 1 | 2 | 3 | 4 | 5 | 6 | 7 | 8 | 9 | A | B | C | D | E | F |
| --------- | - | - | - | - | - | - | - | - | - | - | - | - | - | - | - | - |
| U+03D0    |   |   |   |   |   |   |   | ϗ |   |   |   | ϛ |   | ϝ |   | ϟ |
| U+03E0    |   | ϡ |   |   |   |   |   |   |   |   |   |   |   |   |   |   |

Cette version écrase la position d’un caractère anciennement codé dans ce bloc dans la version 1.0.0 obsolète du standard Unicode, mais qui a été supprimé dans la version 1.1 synchronisée avec la norme ISO/CEI 10646-1, et réintroduit quatre caractères codés initialement dans la version 1.0.0 du standard Unicode, mais qui avaient été omis dans la version 1.1.

#### Compléments Unicode 3.1
| v · d · m | 0 | 1 | 2 | 3 | 4 | 5 | 6 | 7 | 8 | 9 | A | B | C | D | E | F |
| --------- | - | - | - | - | - | - | - | - | - | - | - | - | - | - | - | - |
| U+03F0    |   |   |   |   | ϴ | ϵ |   |   |   |   |   |   |   |   |   |   |

Cette version écrase les positions de deux caractères anciennement codés dans ce bloc dans la version 1.0.0 obsolète du standard Unicode, mais qui ont été supprimées dans la version 1.1 synchronisée avec la norme ISO/CEI 10646-1 qui a placé ces caractères à d’autres positions dans ce bloc.

#### Compléments Unicode 3.2
| v · d · m | 0 | 1 | 2 | 3 | 4 | 5 | 6 | 7 | 8 | 9 | A | B | C | D | E | F |
| --------- | - | - | - | - | - | - | - | - | - | - | - | - | - | - | - | - |
| U+03D0    |   |   |   |   |   |   |   |   | Ϙ | ϙ |   |   |   |   |   |   |
| U+03F0    |   |   |   |   |   |   | ϶ |   |   |   |   |   |   |   |   |   |

Cette version écrase les positions de deux caractères anciennement codés dans ce bloc dans la version 1.0.0 obsolète du standard Unicode, mais qui ont été supprimées dans la version 1.1 synchronisée avec la norme ISO/CEI 10646-1 qui a placé ces caractères à d’autres positions dans ce bloc.

#### Compléments Unicode 4.0
| v · d · m | 0 | 1 | 2 | 3 | 4 | 5 | 6 | 7 | 8 | 9 | A | B | C | D | E | F |
| --------- | - | - | - | - | - | - | - | - | - | - | - | - | - | - | - | - |
| U+03F0    |   |   |   |   |   |   |   | Ϸ | ϸ | Ϲ | Ϻ | ϻ |   |   |   |   |

#### Compléments Unicode 4.1
| v · d · m | 0 | 1 | 2 | 3 | 4 | 5 | 6 | 7 | 8 | 9 | A | B | C | D | E | F |
| --------- | - | - | - | - | - | - | - | - | - | - | - | - | - | - | - | - |
| U+03F0    |   |   |   |   |   |   |   |   |   |   |   |   | ϼ | Ͻ | Ͼ | Ͽ |

#### Compléments Unicode 5.0
| v · d · m | 0 | 1 | 2 | 3 | 4 | 5 | 6 | 7 | 8 | 9 | A | B | C | D | E | F |
| --------- | - | - | - | - | - | - | - | - | - | - | - | - | - | - | - | - |
| U+0370    |   |   |   |   |   |   |   |   |   |   |   | ͻ | ͼ | ͽ |   |   |

#### Compléments Unicode 5.1
| v · d · m | 0 | 1 | 2 | 3 | 4 | 5 | 6 | 7 | 8 | 9 | A | B | C | D | E | F |
| --------- | - | - | - | - | - | - | - | - | - | - | - | - | - | - | - | - |
| U+0370    | Ͱ | ͱ | Ͳ | ͳ |   |   | Ͷ | ͷ |   |   |   |   |   |   |   |   |
| U+03C0    |   |   |   |   |   |   |   |   |   |   |   |   |   |   |   | Ϗ |

Cette version écrase les positions de trois caractères anciennement codés dans ce bloc dans la version 1.0.0 obsolète du standard Unicode, mais qui ont été supprimées dans la version 1.1 synchronisée avec la norme ISO/CEI 10646-1 qui a placé ces caractères à d’autres positions dans le bloc Diacritiques.

#### Compléments Unicode 7.0
| v · d · m | 0 | 1 | 2 | 3 | 4 | 5 | 6 | 7 | 8 | 9 | A | B | C | D | E | F |
| --------- | - | - | - | - | - | - | - | - | - | - | - | - | - | - | - | - |
| U+0370    |   |   |   |   |   |   |   |   |   |   |   |   |   |   |   | Ϳ |